# Marek Drażdżyński
Marek Drażdżyński (ur. 13 czerwca 1969 w Poznaniu) – polski kick-bokser. Trzykrotny medalista Mistrzostw Świata WAKO, kilkukrotny mistrz Polski, wielokrotny reprezentant kraju, zwycięzca wielu turniejów krajowych i zagranicznych. Pierwszy pochodzący z Poznania i jeden z pierwszych polskich mistrzów świata, ze złotej kadry trenera Andrzeja Palacza. Pierwszy mistrz Polski w formule full contact (1988).
Karierę sportową rozpoczął w wieku 14 lat od zajęć karate kyokushin i boksu. Z czasem sekcja karate przekształciła się w klub kick-boxingu, który w krótkim okresie stał się jednym z najmocniejszych w Polsce. W 1988 jego trenerem został Jacek Drela. Na Mistrzostwach Świata WAKO w 1990 w Mestre zdobył mistrzostwo świata amatorów w formule light contact w kategorii do 69 kilogramów. Jego zwycięstwo przyczyniło się do rozpropagowania kick-boxingu w Wielkopolsce.
Na Mistrzostwach Świata WAKO 2015 organizowanych w Dublinie zdobył brązowy medal w kategorii weteranów.
Obecnie Marek Drażdżyński jest trenerem w klubie Ankos MMA Poznań. W 2014 był także II trenerem polskiej kadry narodowej w kickboxingu.

## Osiągnięcia
- 1987 - Budapeszt - Puchar Świata WAKO (III miejsce)[9]
- 1988 - Wenecja - Mistrzostwa Europy WAKO (III miejsce)[9]
- 1990 - Wenecja - Mistrzostwa Świata WAKO (I miejsce)[9]
- 1991 - Londyn - Mistrzostwa Świata WAKO (III miejsce)[9]
- 2015 - Dublin - Mistrzostwa Świata Weteranów WAKO (III miejsce)[9]

Honorowy członek PZKB.